# Gand-Wevelgem 1987
La 49e édition de Gand-Wevelgem a eu lieu le 8 avril 1987. Elle a été remportée par le Néerlandais Teun van Vliet (Panasonic), il est suivi dans le même temps par le Belge Etienne De Wilde (Sigma-Fina) et son compatriote Herman Frison (Roland-Skala).

## Classement final
La course est remportée par le Néerlandais Teun van Vliet (Panasonic).
| \| Classement général \| Classement général \| Classement général \| Classement général \| Classement général \| \| Coureur \| Coureur \| Pays \| Équipe \| Temps \| \| ------------------ \| ------------------ \| ------------------ \| ------------------------------- \| ------------------ \| \| 1er \| Teun van Vliet \| Pays-Bas \| Panasonic-Isostar \| 5 h 44 min 00 s \| \| 2e \| Etienne De Wilde \| Belgique \| Sigma-Fina \| + 0 s \| \| 3e \| Herman Frison \| Belgique \| Roland-Skala \| + 0 s \| \| 4e \| Roberto Pagnin \| Italie \| Gewiss-Bianchi \| + 0 s \| \| 5e \| Allan Peiper \| Australie \| Panasonic-Isostar \| + 0 s \| \| 6e \| Rudy Dhaenens \| Belgique \| Hitachi-Marc \| + 0 s \| \| 7e \| Yvon Madiot \| France \| Système U \| + 0 s \| \| 8e \| Eric Vanderaerden \| Belgique \| Panasonic-Isostar \| + 0 s \| \| 9e \| Ludo Peeters \| Belgique \| Superconfex-Kwantum Hallen-Yoko \| + 0 s \| \| 10e \| Phil Anderson \| Australie \| Panasonic-Isostar \| + 0 s \| |                   |           |                                 |                 |
| |                   |           |                                 |                 |
| Sources : ProCyclingStats Cycling Archives |                   |           |                                 |                 |
| Classement général |                   |           |                                 |                 |
| Coureur | Coureur           | Pays      | Équipe                          | Temps           |
| 1er | Teun van Vliet    | Pays-Bas  | Panasonic-Isostar               | 5 h 44 min 00 s |
| 2e | Etienne De Wilde  | Belgique  | Sigma-Fina                      | + 0 s           |
| 3e | Herman Frison     | Belgique  | Roland-Skala                    | + 0 s           |
| 4e | Roberto Pagnin    | Italie    | Gewiss-Bianchi                  | + 0 s           |
| 5e | Allan Peiper      | Australie | Panasonic-Isostar               | + 0 s           |
| 6e | Rudy Dhaenens     | Belgique  | Hitachi-Marc                    | + 0 s           |
| 7e | Yvon Madiot       | France    | Système U                       | + 0 s           |
| 8e | Eric Vanderaerden | Belgique  | Panasonic-Isostar               | + 0 s           |
| 9e | Ludo Peeters      | Belgique  | Superconfex-Kwantum Hallen-Yoko | + 0 s           |
| 10e | Phil Anderson     | Australie | Panasonic-Isostar               | + 0 s           |